# Gewesterbach
Der Gewesterbach ist ein Bach im Neckar-Odenwald-Kreis im nördlichen Baden-Württemberg, der in der Flurgemarkung der Stadt Buchen entspringt und zuletzt auch noch kurz in derjenigen der Gemeinde Seckach verläuft. Nach etwa 51⁄4 km langem Weg in südlicher bis südwestlicher Richtung mündet er vor dem Ortseingang von Seckach von links in den unteren Hiffelbach, den ersten großen linken Zufluss der Seckach.

## Name
Der Bach hieß ursprünglich Wester(n)bach und die Flur im Mündungsbereich heißt noch heute so. Der Name lehnt sich an die Himmelsrichtung an (westlicher Bach). Das anfängliche G- wird im fränkischen Dialekt öfters vorangestellt.

## Geographie

### Verlauf
Der Gewesterbach entspringt etwa einen Viertelkilometer ostsüdöstlich der Griechelternhöfe von Buchen auf etwa 346 m ü. NHN in einer flachen Wiese seines Tales, das sich bergwärts noch ein gutes Stück weit nach Norden fortsetzt. Von dort an zieht er in einem zunächst eher unscheinbaren Graben etwa südsüdostwärts, der auch zuweilen trocken liegt, und passiert nach etwa 400 Metern die dicht an ihn heranreichenden Sechselseehöfe. Etwas danach zieht der sehr gerade Graben mehr südwärts und gerät dabei immer näher an den steileren linken Talhang, wo schon von Laufbeginn an der Hangwald des Stöckenbergs steht.
Der Wald grenzt schließlich direkt ans linke Ufer, auf kurzem Stück reicht sogar ein kleiner Waldzipfel auf den rechten Talgrund herüber. Gleich nach diesem quert der Bachlauf die Trasse eines nach Bödigheim führenden, gut ausgebauten Feldweges, der kurz zuvor am Eingang zum Eberstadter Muschelkalkbruch von der ins Tal eintretenden K 3900 aus Eberstadt abgezweigt ist. Diese Kreisstraße folgt nun am linken Unterhang dem Gewesterbach bis nahe an seine Mündung.
Nach dem querenden Weg setzt Baumbewuchs am Bach ein, der nun beständiges Wasser hat, sich auch zu schlängeln beginnt und aus einem Graben zu einem naturnahen Gewässer wird. Anfangs ist er noch einen Meter eingetieft, bald aber werden seine weiden- und auch erlengesäumten Ufer flacher. Ein Graben aus dem Steinbruch läuft von links zu, der den Höhlensee darin entwässert, welcher wiederum den Abfluss der Eberstadter Tropfsteinhöhle aufnimmt.
Anfangs noch etwa einen Meter breit, weitet sich die Sohle bis auf zwei Meter aus. Teilweise ragen Bäume ins Bett herein, weshalb der Durchfluss sich hinter Wurzeln staut und sich nun schnell und langsam fließende Laufabschnitte abwechseln. Die Eintiefung wird wieder stärker, die steilen Ufer sind nun zuweilen unterhöhlt. Mehr und mehr stehen auch Eschen neben dem Bach. Im Bett gibt es zuweilen Bänke aus Sinterkalk. Er passiert den neben der Kreisstraße liegenden verschlossenen Eingang zur Hohler-Stein-Höhle, dem am rechten Mittelhang die ferneren Siedlungshöfe Hohlenstein gegenüberliegen.
Nach einer weiteren Wirtschaftswegquerung zu den Siedlungshöfen läuft von deren Rand her ein kurzer und nur unbeständig wasserführender Graben zu, dem eine Baumgalerie folgt. Von dort an läuft der Gewesterbach geschlängelt südwestwärts. Weiter talabwärts durchfließt der Bach das nach ihm benannte Hochwasserrückhaltebecken, dessen Damm 7,8 m hoch ist und bis zu 118.000 m³ Hochwasser zurückhalten kann.
Ab einem starken Kilometer oberhalb seiner Mündung folgt dem Lauf die Grenze zwischen dem Gebiet der Stadt Buchen rechts- und dem der Gemeinde Seckach linksseits, wo auch weiterhin der steilere Talhang bewaldet ist.
Nachdem er sich dem aufnehmenden Hiffelbach im Osten bis auf weniger als 200 Meter angenähert hat, unterquert der Gewesterbach nun die auch Madonnenlandbahn genannte Bahnstrecke Miltenberg–Seckach und fließt dann auf Seckacher Gebiet südwärts, rechts nahe begleitet von der L 515, an der die K 3900 endet. Das nun einen halben bis vier Meter breite Bachbett legt sich weiterhin in Mäander und zeigt Sinterschwellen, kleine Abstürze in Gumpen und abschnittsweise auch Kiesbänke.
Nach etwa vierhundert Metern auf Seckacher Grund unterquert der Gewesterbach auch noch die Landesstraße und fließt weniger als 200 Meter weiter abwärts auf 270,7 m ü. NHN von links in den unteren Hiffelbach ein.
Der Gewesterbach mündet nach 5,3 km langem Weg mit mittlerem Sohlgefälle von etwa 14 ‰ etwa 75 Höhenmeter unterhalb seines Wiesenursprungs nahe den Griechelternhöfen.

### Einzugsgebiet
Das Einzugsgebiet des Gewesterbachs ist 9,1 km² groß und liegt naturräumlich im Bauland, mit dem nördlichen Anteil in dessen Unterraum Buchener Platte, mit dem südlichen auf den Seckach-Kirnau-Platten seines Unterraums Östliches Bauland. Der höchste Punkt am Nordosteck auf der Waldkuppe Hohes Kreuz im Breitenbüschle erreicht knapp 425 m ü. NHN. Einige isolierte Waldstücke ziehen sich vor allem dem linken Hang der Talmulde entlang und nehmen etwa ein Drittel des Einzugsgebietes ein, der offene Gebietsanteil steht überwiegend unterm Pflug.
Nur etwa 5 % des Gebiets mündungsnah im Süden gehört zur Gemeinde Seckach und ist frei von Besiedlung, ebenso ein winziger Zwickel des Stadtteils Schlierstadt von Osterburken dort. Das ganze übrige Gebiet liegt im Stadtgebiet von Buchen; darin reihen sich die drei Aussiedlerhofgruppen Griechelternhöfe, Sechelseehöfe und zuunterst Siedlungshöfe Hohlenstein des Stadtteils Bödigheim rechtsseits des Laufes, von denen nur die mittlere unmittelbar am Ufer steht. Linksseits von ihm in etwas Abstand liegen die touristischen Einrichtungen zur Eberstadter Tropfsteinhöhle im Eberstadter Steinbruchgelände.
Reihum grenzen die Einzugsgebiete der folgenden Nachbargewässer an:
- Jenseits der nördlichen Wasserscheide sammelt die obere Morre den Abfluss und führt ihn über den Billbach, die Mude und zuletzt den Main zum Oberrhein, unterhalb des Neckars, in welchen das Wasser des Gewesterbachs über den Hiffelbach, die Seckach und zuletzt die Jagst gelangt;
- an der östlichen Wasserscheide reihen sich die Einzugsgebiete des Rinschbachs, des Schlierbachs und zuletzt des Bachs aus der Hagwaldklinge, die fortlaufend weniger weit unterhalb des Hiffelbachs in die Seckach münden;
- im Westen konkurriert der obere Hiffelbach selbst, der im Nordwesten über seinen linken Zufluss Wolfsgrundbach konkurriert.

### Zuflüsse, Seen und Hochwasserrückhaltebecken
Liste der Zuflüsse,  Seen und  Hochwasserrückhaltebecken von der Quelle zur Mündung. Höhe nach dem entsprechenden Layer auf der Onlinekarte der LUBW. Andere Quellen für die Angaben sind vermerkt.
- Entwässerung des  Höhlensees, 0,8 ha[LUBW 6], von links etwas nach dem Taleintritt der K 3900 auf rund 320 m ü. NHN gegenüber dem Gewann Westerbach (!), kurz. Der See wird vom Abfluss der Eberstadter Tropfsteinhöhle gespeist.
- (Graben von den Siedlungshöfen Hohenstein), von rechts und Nordwesten auf etwa 303 m ü. NHN, ca. 0,4 km[LUBW 7] und ca. 0,3 km².[LUBW 8] Entsteht auf etwa 312 m ü. NHN an den Siedlungshöfen Hohenstein.
- Durchfließt auf etwa 287 m ü. NHN den 7,8 m hohen Damm des im Jahre 2000 errichteten Hochwasserrückhaltebeckens Gewesterbach des Zweckverbands Hochwasserschutz Einzugsbereich Seckach/Kirnau, das gewöhnlich trocken liegt und bis zu 118.000 m³ Wasser zurückhalten kann, das es dann ungesteuert wieder abfließen lässt.[LUBW 9]

## Geologie
Das Einzugsgebiet des Gewesterbachs liegt im Muschelkalk des Baulandes. Es überwiegt der Untere Muschelkalk, der fast in der ganzen nordwestlichen Hälfte von ihm ansteht. Am Eintritt der K 3900 aus Eberstadt in Richtung Seckach ins Tal wird dieses von einer südwestwärts ziehenden Störungslinie gequert, die im Nordosten ins Einzugsgebiet einläuft und in der Folge auf der rechten Talseite den Unteren Muschelkalk gegen den talseitig liegenden Mittleren Muschelkalk versetzt. Diese Störung läuft noch vor dem im Westen benachbarten Tal des Hiffelbachs aus und eine an ihrem Ende einsetzende Störung, deren Hochscholle talabwärts liegt, quert das Gewesterbachtal senkrecht etwa einen Kilometer vor der Bachmündung. Im Nordosten liegt auf den größten Höhen Oberer Muschelkalk, ebenso auch im südlichen Einzugsgebiet um die östliche Wasserscheide.
Der Muschelkalk wird nahe am linken Talrand im von der K 3900 nach Norden fortschreitenden Eberstadter Steinbruch abgebaut. Die 1971 während seines Betriebes noch nahe der Kreisstraße entdeckte, wasserführende Eberstadter Tropfsteinhöhle, die heute als Schauhöhle betrieben wird, verläuft im Unteren Muschelkalk mit mehreren Knicken entlang den zwei Hauptkluftrichtungen des im Einzugsgebiet stark verkarsteten Muschelkalks. Weiter abwärts im Tal liegt der verschlossene Eingang der Hohler-Stein-Höhle. Die Verkarstung verursacht die oberirdische Gewässerarmut des Einzugsgebietes.
Vor allem östlich des Gewässerlaufs finden sich auf den Höhen einige Inseln von Lösssediment aus quartärer Ablagerung, die im Norden des Einzugsgebiets teils recht großflächig sind. Die Bachmulde des Gewesterbachs erstreckt sich noch weit bergauf über seinen gewöhnlichen Ursprung und ist schon bald mit Schwemmland erfüllt, das auch den Grund einiger Seitenmulde bedeckt, in denen nur selten Wasser läuft. Zwischen den Sechselseehöfen und dem Taleintritt der Kreisstraße setzt das Auenlehmband um das Gewässer ein, das sich dann bis zu seiner Mündung hinab erstreckt.

## Natur und Schutzgebiete
Die Eberstadter Tropfsteinhöhle ist als Naturdenkmal klassifiziert. Das Einzugsgebiet liegt deutlich überwiegend, der Lauf fast ganz im Naturpark Neckartal-Odenwald.

## Tourismus
Der mit blauem Andreaskreuz markierte Hauptwanderweg 35 des Odenwaldklubs von Amorbach nach Herbolzheim verläuft auf seiner Etappe von Buchen nach Seckach zunächst auf den linken Randhöhen des Tals, ab dem Eberstadter Steinbruch dann an dessen linkem Hang.

### LUBW
Amtliche Online-Gewässerkarte mit passendem Ausschnitt und den hier benutzten Layern: Lauf und Einzugsgebiet des Gewesterbachs

Allgemeiner Einstieg ohne Voreinstellungen und Layer: Daten- und Kartendienst der Landesanstalt für Umwelt Baden-Württemberg (LUBW) (Hinweise)
1. 1 2 3  Höhe nach dem Höhenlinienbild auf dem Hintergrundlayer Topographische Karte.
2. ↑  Höhe nach grauer Beschriftung auf dem Hintergrundlayer Topographische Karte.
3. ↑  Länge nach dem Layer Gewässernetz (AWGN).
4. ↑  Einzugsgebiet nach dem Layer Basiseinzugsgebiet (AWGN).
5. ↑  Natur teilweise nach dem Layer Geschützte Biotope.
6. ↑  Seefläche nach dem Layer Stehende Gewässer.
7. ↑  Länge abgemessen auf dem Hintergrundlayer Topographische Karte.
8. ↑  Einzugsgebiet abgemessen auf dem Hintergrundlayer Topographische Karte.
9. ↑  Daten des Hochwasserrückhaltebeckens nach dem Layer Stauanlage.
10. ↑  Schutzgebiete nach den einschlägigen Layern.

### Andere Belege
1. ↑  Abfluss-BW: Modellierte Abflusswerte an der Mündung
2. ↑  Berthold Schmitt, Manfred Kilian: 1200 Jahre Seckach - 788-1988. Heimatverein Seckach e.V., Buchen 1988, S. 214
3. ↑  Horst Mensching, Günter Wagner: Geographische Landesaufnahme: Die naturräumlichen Einheiten auf Blatt 152 Würzburg. Bundesanstalt für Landeskunde, Bad Godesberg 1963. → Online-Karte (PDF; 5,3 MB)
4. ↑  Josef Schmithüsen: Geographische Landesaufnahme: Die naturräumlichen Einheiten auf Blatt 161 Karlsruhe. Bundesanstalt für Landeskunde, Bad Godesberg 1952. → Online-Karte (PDF; 5,1 MB)
5. ↑  Wolf-Dieter Sick: Geographische Landesaufnahme: Die naturräumlichen Einheiten auf Blatt 162 Rothenburg o. d. Tauber. Bundesanstalt für Landeskunde, Bad Godesberg 1962. → Online-Karte (PDF; 4,7 MB)
6. ↑  Geologie nach den Layern zu Geologische Karte 1:50.000 auf: Mapserver des Landesamtes für Geologie, Rohstoffe und Bergbau (LGRB) (Hinweise)